# 南聖弗朗西斯鎮區 (阿肯色州克萊縣)
南聖弗朗西斯鎮區（英語：South St. Francis Township）是位於美國阿肯色州克萊縣的一個行政鎮區。

## 地方資料
南聖弗朗西斯鎮區的面積為60.68平方千米，當中陸地面積為60.52平方千米，而水域面積為0.16平方千米。根據2010年美國人口普查的數據，當地共有人口1720人，而人口密度為每平方千米28.35人。